# Dušan Gregor
Dušan Gregor (* 25. ledna 1962, Trenčín) je slovenský lední hokejista a trenér.

## Klubový hokej
S hokejem začal v rodném Trenčíně, kde odehrál podstatnou část své kariéry. Sezónu 1992/93 odehrál v dánském Vojens IK. V sezóně 1994/95 odešel do rakouského klubu EV Zeltweg.
Později se stal trenérem. Trénoval například Duklu Trenčín, HC Košice, Bílé tygry Liberec, MsHK Garmin Žilina či slovenskou reprezentaci do dvaceti let. V sezóně 2012–2013 vedl Sokol Krasnojarsk ve Vyšší hokejové lize. Následující sezónu působil v HK Saryarka Karaganda, kde získal titul a Pohár Bratina. V sezóně 2014–2015 trénoval Admiral Vladivostok hrající KHL, než se 17. prosince 2014 stal hlavním trenérem HC Slavia Praha. Za asistenta si zvolil Josefa Beránka. Pozici hlavního trenéra Slavie opustil 18. února 2015 po dohodě s vedením klubu.